# Alí Benhalima
Alí Benhalima (Orà, Algèria, 21 de gener de 1962) és un futbolista algerià retirat, que jugava de defensa central. Va començar a jugar a Algèria on va destacar al MC Oran i a la selecció algeriana. L'any 1990 va fitxar per la UE Lleida on va deixar el futbol el 1993 amb 31 anys. Va ser capità de la selecció de futbol d'Algèria.

## Trajectòria
- Internacional:
  - 1990 Copa d'Àfrica de Nacions
  - 1991 Copa Asia-Àfrica Nacions
- Nacional:
  - Campionat Nacional Algèria: 1988, amb MC Oran.
  - Liga Adelante: 1993, amb UE Lleida.